# Goddard, Kansas
Goddard är en ort i Sedgwick County i Kansas. Vid 2010 års folkräkning hade Goddard 4 344 invånare.